# Galtara aurivilii
Galtara aurivilii là một loài bướm đêm thuộc phân họ Arctiinae, họ Erebidae.